# Ronny Büchel
Ronny Büchel (ur. 19 marca 1982 w Vaduz) – liechtensteiński piłkarz grający na pozycji pomocnika w szwajcarskim klubie FC Buchs, reprezentant swojego kraju.

## Kariera klubowa
Ronny Büchel jest wychowankiem liechtensteińskiego klubu FC Vaduz, gdzie też w 2000 roku rozegrał swój pierwszy sezon w seniorskiej piłce. Po roku spędzonym w dorosłej kadrze tego zespołu, przeniósł się do BSC Young Boys, gdzie jednak nie przebił się do pierwszej drużyny, zaliczając tylko jedno spotkanie, co skończyło się powrotem do FC Vaduz, grającego już wtedy w szwajcarskiej drugiej lidze. Również w drużynie ze stolicy Liechtensteinu nie pozostał na dłużej, gdyż przeniósł się do szwajcarskiego czwartoligowca FC Chur 97.
W sezonie 2004/2005 grał już w następnym klubie - USV Eschen/Mauren, drużynie ze szwajcarskiej piątej klasy rozgrywkowej. W 2008 roku zdołał z nim wywalczyć awans do czwartej ligi. Rundę jesienną sezonu 2010/2011 spędził poza drużyną, co było wywołane przyczynami zawodowymi. W następnym sezonie jednak wrócił, rozegrał jedną rundę w dotychczasowym klubie, a następnie przeniósł się do FC Ruggell. Od sezonu 2013/2014 reprezentuje barwy szwajcarskiego FC Buchs.

## Kariera reprezentacyjna

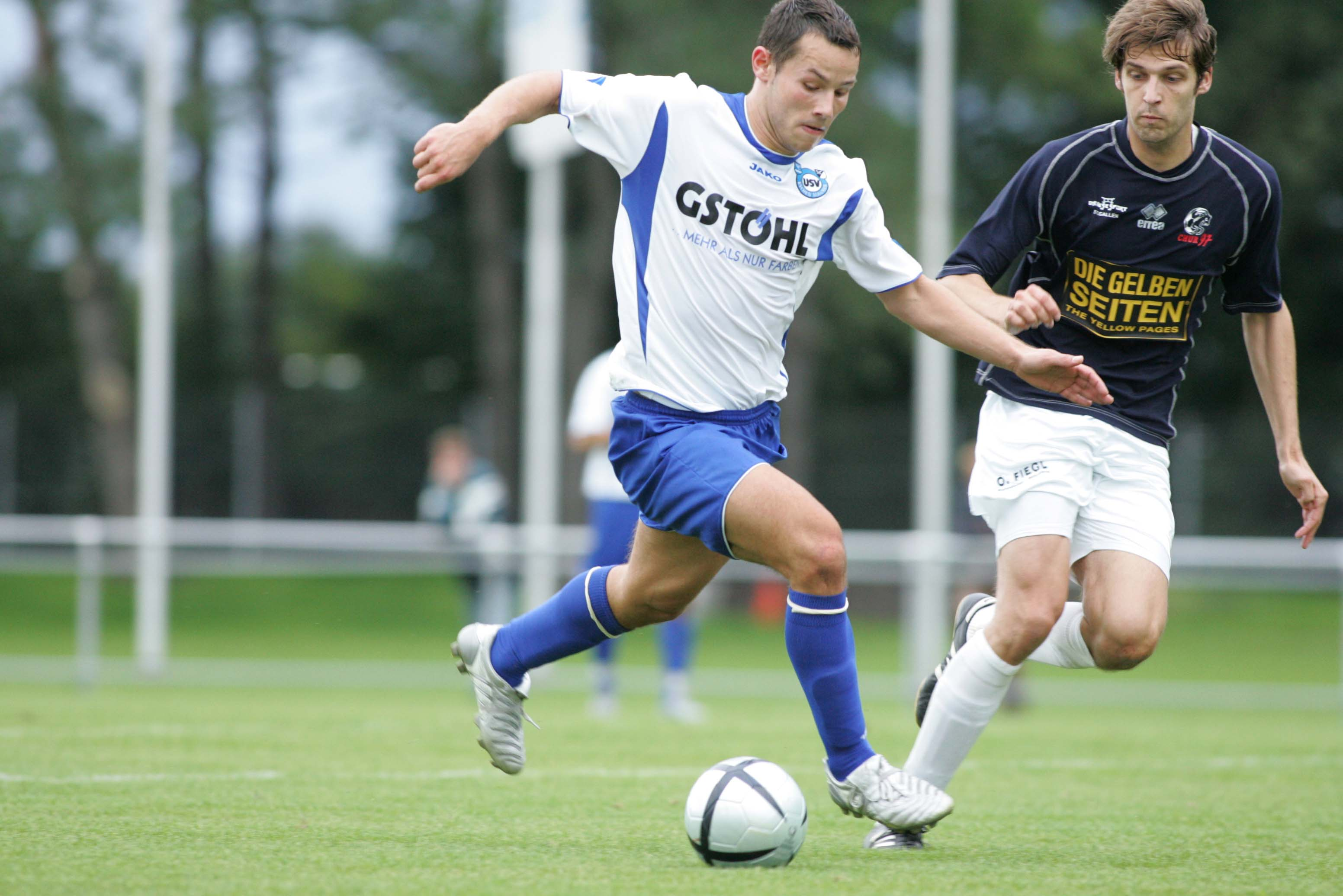
Büchel w barwach USV Eschen/Mauren

W reprezentacji Liechtensteinu Büchel zadebiutował 14 października 1998 roku w wygranym 2:1 spotkaniu eliminacji do Euro 2000 z Azerbejdżanem. Wraz z Liechtensteinem wystąpił też w eliminacjach do Mistrzostw Świata 2002, Euro 2004, Mistrzostw Świata 2006, Euro 2008, Mistrzostw Świata 2010 oraz Euro 2012.